# Go-Tsuchimikado
Go-Tsuchimikado (jap. 後土御門天皇 Go-Tsuchimikado tennō; ur. 3 lipca 1442, zm. 21 października 1500) – 103. cesarz Japonii, panował od 21 sierpnia 1464 do 21 października 1500.
Wkrótce po jego wstąpieniu na tron wybuchła wojna Ōnin.